# Museo dello stoccafisso delle Lofoten
Il Lofoten Tørrfiskmuseum (Museo dello stoccafisso delle Lofoten in norvegese) è un piccolo museo situato nel villaggio di Å, nella municipalità di Moskenes, nelle isole Lofoten nel nord-ovest della Norvegia. 
Il museo, allestito in un antico magazzino del pesce, è dedicato alla pesca del merluzzo e alla produzione dello stoccafisso.
All'interno del museo si trovano antiche imbarcazioni usate per la pesca del merluzzo e diverse specie di stoccafisso pescato nell'arcipelago delle Lofoten.